# چوبین‌ملخان
چوبین‌ملخان (نام علمی: Proscopiidae) نام یک تیره از بالاخانواده چوب‌کبریتی‌واران است.